# Baron Muncaster
Baron Muncaster war ein erblicher britischer Adelstitel, der je einmal in der Peerage of Ireland und in der Peerage of the United Kingdom verliehen wurde.
Familiensitz der Barone war Muncaster Castle in Cumberland.

## Verleihungen

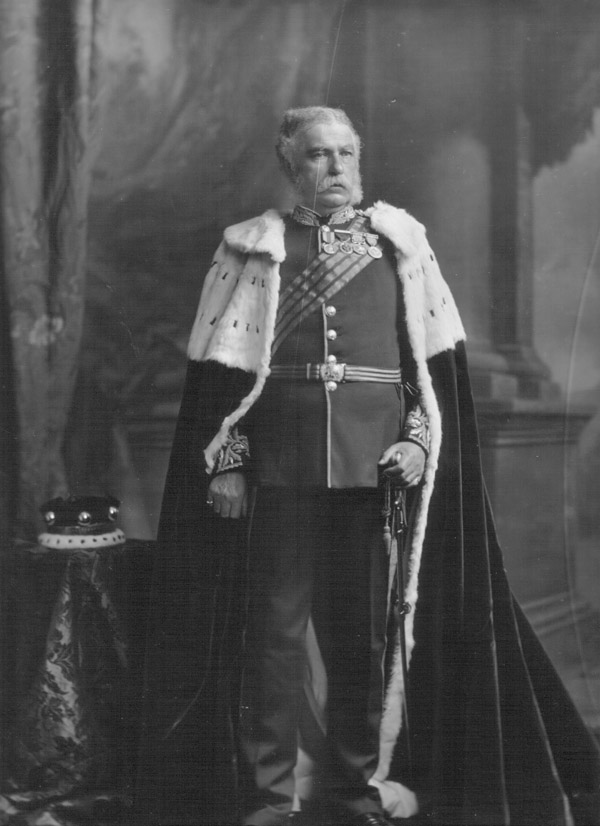
Josslyn Pennington, 5. Baron Muncaster, 1902

Erstmals wurde der Titel am 21. Oktober 1783 in der Peerage of Ireland für den britischen Unterhausabgeordneten John Pennington geschaffen. Die Verleihung erfolgte mit dem besonderen Zusatz, dass der Titel in Ermangelung eigener männlicher Nachkommen auch an dessen Bruder Lowther Pennington und dessen männliche Nachkommen vererbbar sei. 1783 erbte der 1. Baron von seinem Vater auch den Titel Baronet, of Muncaster in the County of Cumberland, der 1676 in der Baronetage of England seinem Urgroßvater verliehen worden war. Da der 1. Baron keine Söhne hatte, folgte ihm 1813 sein Bruder als 2. Baron. Dessen Enkel, dem 5. Baron, wurde am 11. Juni 1898 parallel zum Titel erster Verleihung in zweiter Verleihung in der Peerage of the United Kingdom auch der Titel Baron Muncaster, of Muncaster in the County of Cumberland, verliehen, wodurch er unmittelbar einen Sitz im britischen House of Lords erhielt. Da er kinderlos blieb, erloschen alle drei Titel schließlich bei seinem Tod am 30. März 1917.

## Liste der Titelinhaber

### Pennington Baronets, of Muncaster (1676)
- Sir William Pennington, 1. Baronet (1655–1730)
- Sir Joseph Pennington, 2. Baronet (1677–1744)
- Sir John Pennington, 3. Baronet (um 1710–1768)
- Sir Joseph Pennington, 4. Baronet (1718–1793)
- John Pennington, 1. Baron Muncaster, 5. Baronet (um 1740–1813) (bereits 1783 zum Baron Muncaster erhoben)

### Barone Muncaster, erste Verleihung (1783)
- John Pennington, 1. Baron Muncaster (um 1740–1813)
- Lowther Pennington, 2. Baron Muncaster (1745–1818)
- Lowther Pennington, 3. Baron Muncaster (1802–1838)
- Gamel Pennington, 4. Baron Muncaster (1831–1862)
- Josslyn Pennington, 5. Baron Muncaster, 1. Baron Muncaster (1834–1917)

### Barone Muncaster, zweite Verleihung (1898)
- Josslyn Pennington, 5. Baron Muncaster, 1. Baron Muncaster (1834–1917)